# Sophie Weidauer
Sophie Weidauer (Stollberg/Erzgeb., 10 februari 2002) is een voetbalspeelster uit Duitsland. Ze speelt als aanvaller voor 1. FC Union Berlin in de Bundesliga.

## Clubcarrière
Sophie Weidauer begon met voetballen bij SV Tanne Thalheim in Thalheim en speelde in haar jeugdjaren ook voor FC Erzgebirge Aue. Op twaalfjarige leeftijd stapte Weidauer over naar Bundesliga club 1. FFC Turbine Potsdam. In 2018 werd Weidauer overgeheveld naar het tweede elftal van 1. FFC Turbine Potsdam, waarmee ze uitkwam in de 2de Bundesliga. In het seizoen 2018/19 kwam Weidauer 18 keer uit voor het tweede elftal van 1. FFC Turbine Potsdam, waarvoor ze dertiende keer tot scoren kwam. In het seizoen 2019/20 kreeg Weidauer een plek in het eerste elftal van de club uit Potsdam. Op 16 augustus 2019 maakte Weidauer haar debuut in de Bundesliga in een 2-3 nederlaag tegen 1. FFC Frankfurt door in te vallen voor Nina Ehegötz. Na het seizoen 2022/23 verliet Weidauer 1. FFC Turbine Potsdam.
Op 8 juli 2023 werd bekend dat Weidauer overstapte naar competitiegenoot SV Werder Bremen. Op 16 september 2023 maakte Weidauer haar debuut voor de club uit Bremen.
Op 12 juni 2025 maakte Weidauer de overstap naar competitiegenoot 1. FC Union Berlin.

## Statistieken
| Seizoen | Club                      | Competitie     | Competitie | Competitie | Beker | Beker | Overig | Overig | Totaal | Totaal |
| Seizoen | Club                      | Competitie     | Wed.       | Dlp.       | Wed.  | Dlp.  | Wed.   | Dlp.   | Wed.   | Dlp.   |
| ------- | ------------------------- | -------------- | ---------- | ---------- | ----- | ----- | ------ | ------ | ------ | ------ |
| 2018/19 | 1. FFC Turbine Potsdam II | 2de Bundesliga | 18         | 12         | 0     | 0     | 0      | 0      | 18     | 12     |
| 2019/20 | 1. FFC Turbine Potsdam    | Bundesliga     | 20         | 3          | 3     | 1     | 0      | 0      | 23     | 4      |
| 2020/21 | 1. FFC Turbine Potsdam    | Bundesliga     | 21         | 2          | 3     | 0     | 0      | 0      | 24     | 2      |
| 2021/22 | 1. FFC Turbine Potsdam    | Bundesliga     | 20         | 6          | 5     | 2     | 0      | 0      | 25     | 8      |
| 2022/23 | 1. FFC Turbine Potsdam    | Bundesliga     | 20         | 1          | 2     | 2     | 0      | 0      | 22     | 3      |
| 2023/24 | SV Werder Bremen          | Bundesliga     | 22         | 8          | 2     | 0     | 0      | 0      | 24     | 8      |
| 2024/25 | SV Werder Bremen          | Bundesliga     | 21         | 4          | 3     | 2     | 0      | 0      | 24     | 6      |
| Totaal  | Totaal                    | Totaal         | 142        | 36         | 18    | 7     | 0      | 0      | 160    | 44     |

Bijgewerkt t/m 12 juni 2025.

## Interlandcarrière
Weidauer kwam met Duitsland onder 17 tweemaal uit op een EK onder 17. Op het Europees kampioenschap voetbal vrouwen onder 17 - 2018 werd in de finale met 2-0 verloren van Spanje. Op het EK 2019 haalde Duitsland, mede door vier doelpunten van Weidauer, opnieuw de finale. Door opnieuw een doelpunt van Weidauer draaide het uit op penalty's, die mede door een benutte penalty van Weidauer werd gewonnen van Nederland onder 17. Weidauer nam met Duitsland onder 17 ook deel aan het WK 2018, waarop de kwartfinale het eindstation was.
1 Peng ·
3 Janzen ·
5 Ulbrich ·
6 Wichmann ·
8 Weiß ·
9 Weidauer ·
10 Mahmoud ·
11 Sternad ·
13 Walkling ·
14 Brandenburg ·
15 Sehan ·
16 Bernhardt ·
17 Dahl ·
18 Hausicke ·
19 Matheis ·
20 Meyer ·
21 Hahn ·
22 Dieckmann ·
23 Németh ·
27 Lührßen ·
28 Wirtz ·
29 Kunkel ·
31 Etzold ·
32 Pettersen ·
33 Pérez Jaramillo ·
37 Dahms ·
39 Behrens ·
Coach: Horsch